# Klub der katholischen Intelligenz
Klub der katholischen Intelligenz (KIK – Mz. Kluby Inteligencji Katolickiej) ist ein Netzwerk von Verbänden, die die Treffpunkte von gläubigen katholischen Laien Polens bilden.
Die ersten Klubs entstanden 1956 während der politischen Tauwetterperiode nach dem Umbruch vom 21. Oktober 1956, als der Parteisekretär Władysław Gomułka eine Verständigung mit der gemäßigten Opposition suchte. 1957–1976 bildeten die Vertreter der Klubs eine legale katholische Opposition im polnischen Parlament (Sejm).
Als der Parteisekretär Edward Gierek in der Mitte der 1970er Jahre eine Vasallenpolitik gegenüber der UdSSR anstrebte, kam es zu den Konflikten. Viele KIK-Mitglieder begannen das Komitee zur Verteidigung der Arbeiter zu unterstützen, nach den Streiks des Sommers 1980 waren KIK-Mitglieder als Berater der streikenden Arbeiter und der Solidarność-Gewerkschaft tätig. Sie nahmen auch aktiv am Runden Tisch 1989 teil. Auch der erste Premierminister des demokratischen Polens, Tadeusz Mazowiecki, kam aus den Reihen der KIK-Mitglieder.

## Tätigkeit und Struktur
Der erste Klub entstand im Herbst 1956 in Warschau, im Frühling 1957 folgten weitere in Krakau, Posen, Thorn und Breslau. Dann verweigerten die Behörden weitere Zulassungen – bis 1980. In den Klubs wird der Katholizismus als eine weltoffene Religion gesehen. Ökumenische Bewegungen werden unterstützt, Antisemitismus heftig bekämpft. Das führt manchmal zu Konflikten mit einigen konservativen Bischöfen.
Alle KIKs sind unabhängige Vereine, die nach eigenen Satzungen funktionieren. Die Vorstände werden von den Mitgliedern gewählt, besitzen eigene Seelsorger oder Kirchenassistenten. Es gibt keine zentrale Verwaltung. Die Klubs haben jedoch 1989 eine „Verständigung der Klubs“ berufen. Eine Ausnahme bildet der von Ryszard Bender 1976 gegründete Klub in Lublin, der von den damaligen Behörden unterstützt wurde und bis heute eine konservative katholische Weltanschauung pflegt und der Verständigung der Klubs nicht angehört.
Seit 1971 ist der Warschauer Klub Mitglied der Pax Romana ICMICA. 2004 fand in Warschau der Weltkongress der ICMICA statt. Damals wurde der Vorsitzende der Warschauer Klubs, der Historiker Piotr Cywiński, zum Vorsitzenden für Europa für die Periode 2004–2008 gewählt.
Zu den Mitgliedern des Warschauer Klubs gehörten u. a. Tadeusz Mazowiecki und Stanisław Stomma.
Die Klubs unterstützten die Aktion Sühnezeichen Friedensdienste in Polen.